# На Северном полюсе
На Северном полюсе — фильм, снятый советским кинодокументалистом М. А. Трояновским.

## История
1937 год — съёмки первой экспедиции на Северный полюс, высадки группы И. Д. Папанина. Созданный М. А. Трояновским фильм «На Северном полюсе» окупил в валюте все расходы на экспедицию, состоявшую из трёх четырёхмоторных и двух двухмоторных самолёта.
Самолёты для экспедиции (5 штук) формально были взяты в аренду у Правительства. По рассказу М. И. Шевелёва, когда после окончания экспедиции обсуждался вопрос, что делать с оплатой самолётов, ему было сказано, что кинофильм «На Северном полюсе», снятый М. Трояновским, принёс доход в валюте, в несколько раз покрывающий все затраты на авиационную экспедицию и, таким образом, финансовый вопрос далее не обсуждался.